# Minschat Abu Omar
Minschat Abu Omar (auch Minshat Abu Omar, arabisch Minshāt Abū `Umar, Ash Sharqiyah, Sharkia) ist die Bezeichnung für einen archäologischen Fundplatz 150 km nordöstlich von Kairo. Hier befanden sich eine Nekropole und Siedlungsreste aus der ägyptischen Prä- und Frühdynastik, sowie der griechisch-römischen Zeit.
Wichtigste Funde sind mitunter Aufschriften der Könige Hor Aha und Narmer.
Laut Dietrich Wildung war der Ort ein „vorgeschobener zivilisatorischer Außenposten“ und diente dazu, das Ostdelta in das entstehende Gesamtreich zu integrieren.
Zudem galt der Fundplatz als Knotenpunkt für Schifffahrt und Handel mit Palästina.

## Lage
Der Fundplatz befindet sich im östlichen Nildelta, in der Nähe von Tell el-Ginn.
Er erstreckt sich vom Rande des gleichnamigen modernen Dorfes 550 Meter in nordnordöstliche Richtung und liegt auf einer 2,5 Meter hohen „gezira“.
Der Ort lag in antiker Zeit am pelusischen Nilarm.

## Forschungsgeschichte
Die Fundstätte wurde 1966 im Zuge einer archäologischen Prospektion identifiziert.
Ursprünglich wollte man den Herkunftsort einiger prädynastischer Fundstücke ausfindig machen, die zuvor in Europa und in den Vereinigten Staaten aufgetaucht waren.
Die zugehörigen Ausgrabungen begannen 1978 und dauerten bis 1991 fort.

## Friedhof
Der Friedhof befindet sich auf dem südlichen Teil des Geländes und wurde bisher vollständig ausgegraben und erforscht.
Insgesamt wurden 420 Gräber aus der Prä-/Frühdynastik, sowie 2630 Gräber aus der Spätzeit und der griechisch-römischen Zeit entdeckt.

### Prädynastik
Bei den prädynastischen Gräbern handelt es sich um ovale Gruben, die allesamt von Nord nach Süd ausgerichtet sind.
Die Gruben sind 1 bis 1,5 m lang und 1,5 bis 2,0 m tief.
In ihnen wurde der Körper in Hockstellung bestattet und lag auf der rechten Seite, mit dem Kopf im Norden und dem Gesicht zum Westen. Die Gruben wurden nur vereinzelt sorgfältig ausgearbeitet.
Zu den wenigen Grabbeigaben zählen kleine kugel- und kegelförmige Töpfe.
In manchen Fällen gab es kostbarere Opfergaben wie z. B. Wellenhenkelgefäße, bemalte Gefäße, kleine Steinkrüge, Paletten, scheibenförmige Karneol-Perlen, Elfenbeinlöffel, seltener auch Armreife oder Harpunen aus Kupfer.
Von besonderem Interesse ist eine kleine Gruppe importierter Töpfe aus dem palästinensischen Raum.
Die Gefäße weisen eventuell auf frühe Handelsbeziehungen zum Ausland hin und tauchen auch in späteren Gräbergruppen auf.

### Frühdynastik

#### 0. Dynastie
Die Gräber der 0. Dynastie datieren in die Regierungszeit von Narmer und zeigen einen plötzlichen Wechsel in der Bestattungstradition.
Charakteristisch sind rechteckige Begräbnisgruben, die größer und tiefer als die früheren auftreten.
Die Wände wurden mit einer Schlammpflasterung verstärkt und Binsenmatten als Fußbodenbelag und Bedachung benutzt.
Wichtigste Änderung war die Ausrichtung der Gräber.
Die Toten verharrten auf der linken Seite in Hockstellung, mit dem Kopf in nordöstlicher bis östlicher Richtung.
Die Anzahl der beigegebenen Töpfe nahm stark zu, die sich nun in einer kleinen Seitenkammer befanden.
Zu den Beigaben zählten viele hochqualitative Steingefäße.
Kosmetische Gegenstände wie Löffel und Schminkpaletten, sowie Schmuck aus verschiedenen Materialien gehörten ebenfalls dazu.
Kupferäxte, Harpunen und Sägen treten häufiger auf als in früheren Gräbern.
Es fanden sich auch Sargüberreste aus Holz, Schilf und Schlamm.
Bemerkenswert ist, dass sich zum ersten Mal Spuren von Grabräuberei finden. Vor allem bei größeren Anlagen konnten Grabräubergruben beobachtet werden.

#### 1. Dynastie
Bei den Gräbern der 1. Dynastie änderte sich nicht viel.
Position und Ausrichtung des Körpers, als auch Anzahl und Vielfalt der Grabbeigaben blieben gleich.
Zu den besonderen Funden zählen zwei Kisten aus Elfenbein.
Die größten acht Kammergräber werden als „Elite“-Gräber bezeichnet und wurden aus Schlamm oder Schlammziegeln gebaut.
Sie bestehen aus zwei oder drei unterirdischen Räumen, von denen der größte als Begräbniskammer fungierte.
Alle Kammern waren mit einem Dach aus Schilf oder Papyrusmatten ausgestattet, die sich auf der Oberseite von Holzbalken befanden.
Das Dach wurde mit Schlamm und Teilen von Schlammziegeln befestigt.
Das größte Grab hatte drei Räume und Außenmaße von 4,90 m × 3,25 m.
Die Hauptkammern, die vermutlich Kupfer und Gold enthielten, wurden komplett geplündert, die Seitenkammern blieben jedoch unversehrt. Vermutlich fanden die Plünderungen kurz nach dem Begräbnis statt.
Vier der Kammergräber gehören zu den prächtigsten von Minschat Abu Omar mit bis zu 125 Grabbeigaben. Grab 2275 enthielt einzigartige Nischen, die mit Holz verkleidet, verputzt und rot und weiß bemalt wurden.

### Griechisch-Römische Zeit
Die Mehrheit der Gräber aus Minschat Abu Omar stammt aus griechisch-römischer Zeit, von denen sich bis zu 120 auf einer Fläche von 10 × 10 Metern befinden.
Die fehlenden Überreste von Grabbeigaben lassen jedoch keine genauere Datierung zu.
Die restliche gefundene Keramik reicht von der 26. Dynastie bis in koptische Zeit.
Die Gräber sind im Allgemeinen sehr schlicht und bestehen meist nur aus einfachen Gruben.
In Einzelfällen finden sich Verstärkungen mit Feuer- und Schlammziegeln.
Einige wenige wurden mit Särgen aus Keramik, Holz oder Kalkstein ausgestattet.
Die sorgfältig ausgearbeiteten Gräber bestehen aus unterirdischen Kammern mit bis zu 27 Begräbnissen.
Sie enthielten Mumien und Mumienmasken aus Stuck.
Kinder wurden oft in Amphoren bestattet.
Die Grabbeigaben setzen sich aus Amuletten und anderem Schmuck, Glasflaschen und einigen Töpfen zusammen.

## Siedlungen
Die antike Siedlung befand sich im nördlichen Teil und ist als Tell Saba Banat bekannt.
Münzfunde datieren die Siedlung in griechisch-römische Zeit.
Die frühägyptische Siedlung befand sich 500 m südöstlich des Friedhofs.
Dort fand man Spuren vier bis sechs Meter unter der heutigen Oberfläche und drei bis vier Meter unter dem Grundwasser.
Die neolithische Siedlung befand sich etwas tiefer, wurde jedoch bisher nicht weiter erforscht.